# Фрасос Евтіхідіс

Паломництво до монастиря Панагія Сумела із чудотворною іконою, Фрасос Евтіхідіс (праворуч), Іван Саввіді (в центрі)

Фрасос Евтіхідіс, повне ім'я Фрасивул(ос) Евтіхідіс (грец. Θρασύβουλος Ευτυχίδης, 16 серпня 1965, Салоніки) — голова відділу фінансових програм ЄС при префектурі Салонік. координатор Центру дослідження і розвитку грецької культури країн Причорномор'я «Маврі Таласса» при префектурі Салоніки; менеджер зі зв'язків із громадськістю Союзу греків зарубіжжя, Всесвітньої Ради греків зарубіжжя.

## Біографія
Народився у місті Салоніки, проте освіту здобув і Інституті міжнародних відносин Київського національного університету. Після повернення на батьківщину розпочав кар'єру державного службовця. З 1991 року з перервами обіймав посаду радника номарха Салонік. Був радником Міністра транспорту Греції. Нині також обіймає посаду голови відділу фінансових програм ЄС при префектурі Салонік.
Фрасос Евтіхідіс є одним з головних координаторів двосторонніх відносин між владою Грецької республіки та грецькими громадами України. За його ініціативою з 2005 року здійснюється програма «Гостинність», завдяки якій щоліта школярі, етнічні греки країн СНД (України, Росії та Грузії), мають можливість відпочити у Ситонії та познайомитись зі своєю історичною батьківщиною.
2008 року за особистого сприяння Фрасоса Евтіхідіса було отримано дозвіл владних структур Туреччини на здійснення паломництва до давнього православного монастиря Панагія Сумела у Трабзоні. Крім того, під час паломництва до Трабзона була доставлена чудотворна ікона Богородиці, написана євангелістом Лукою. Ікона була вивезена із монатиря понтійськими греками на початку 20 століття, таким чином вони врятували її під час греко-турецького обміну населенням.